# Riot Fest
Riot Fest (también conocido como Riot Fest & Carnival) es un festival musical especializado en géneros como el punk rock, el rock alternativo y el hip hop. Iniciando en la ciudad de Chicago en 2005, el Riot Fest se ha expandido desde entonces a ciudades como Denver y Toronto. 
Entre las bandas y artistas que han hecho parte del festival se encuentran Rob Zombie, Danzig, The Mighty Mighty Bosstones, Bad Religion, The Offspring, Coheed and Cambria, Iggy And The Stooges, Fall Out Boy, Blink-182, Violent Femmes, Rancid, Blondie, Public Enemy, The Replacements, Pixies, Jane's Addiction, The Cure, Weezer, Faith No More, Motörhead, System of a Down, The Prodigy, Snoop Dogg, Misfits, Morrissey, Death Cab for Cutie y Social Distortion, Skating Polly entre otros.